# شتيفان برادل
شتيفان برادل (بالألمانية: Stefan Bradl) مواليد 29 نوفمبر 1989 في آوغسبورغ، هو متسابق دراجات نارية ألماني. نافس في سباقات بطولة العالم لفئة 125 سي سي. كما شارك في بطولة العالم للموتو جي بي.

## البطولات
- بطولة العالم للموتو 2 2011

## روابط خارجية
- شتيفان برادل على موقع MotoGP.com (الإنجليزية)
- شتيفان برادل على موقع WorldSBK.com (الإنجليزية)
- شتيفان برادل على موقع AS.com (الإسبانية)